# Hetalie
Hetalie (japonsky ヘタリア Axis Powers, Hetaria Axis Powers) je japonská komediální manga od autora Himaruji Hidekaze, vyprávějící o personifikovaných státech, mikronárodech a regionech. Později se dočkala i anime adaptace. Děj Hetalie se zakládá na přehnaných alegoriích historických a politických událostí. Osobnost každé z postav je tvořena jak pozitivními, tak negativními národními stereotypy.
Postavami, které se v Hetalii objevují nejčastěji, jsou země obou hlavních frakcí Druhé světové války, Osy a Spojenců. Název ,Hetalie’ je spojením slov hetare (ヘタレ, japonské slovo znamenající „nemožný” či „patetický”) a „Italia" (イタリア Itaria, japonsky „Itálie").
Celý příběh začíná v období začátku první světové války. Německo, vybavený puškou a klackem, se obezřetně plíží neznámým okolím, o kterém ví, že patří obávanému vnukovi Římské říše, Itálii. Jakmile však narazí na vystrašeného Itala, který se skrýval v bedně od rajčat a prohlašoval, že je „rajčatová víla“, věděl, že věci nebudou takové, jaké se zdály být. A v tom se rozhodně nemýlil, ale ani ve snu ho nemohlo napadnout, co se svým novým ztřeštěným kamarádem zažije. Rozhodně ho nemohla napadnout druhá světová válka.

## Postavy
Zatím bylo v manze vyobrazeno celkem přes 60 zemí a teritorií. Vystupují tu i skutečné historické postavy jako Napoleon Bonaparte, Jana z Arku, Marie Terezie, Vladislav Jagellonský nebo císař Nero.
Následující země jsou osmi hlavními postavami mangy.

### Osa
Německo, lidským jménem Ludwig Beilschmidt, by se dal popsat jako mladší, avšak všestranně vyspělejší bratr Pruska. Jeho bledě modré oči, svalnaté tělo a krátké blonďaté vlasy, obvykle sčesané dozadu, naznačují, že je árijské rasy. Jeho velmi vážná povaha a minulost od něj odpuzuje mnoho lidí, to se však netýká Japonska a Itálie. Jediný, koho se bojí, je Rusko. Jeho koníčkem je venčení jeho mnoha psů.
Severní Itálie (Veneziano), lidským jménem Feliciano Vargas, reprezentuje horní polovinu Apeninského poloostrova, zatímco jeho bratr Romano tu dolní. Vzhledově jsou si bratři velmi podobní; mají hnědé vlasy s dlouhou kudrlinou vyčnívající ven, tmavé oči a ani jeden není zrovna vysoký. Povahově se však výrazně liší. Feliciano je vždy veselý a přátelský, což z něj nedělá válečníka, jak od něj jeho děd Řím očekával. Nedbá na svůj zevnějšek, klidně by chodil i nahý. Má spoustu přátel, ale bojí se Anglie a Ruska.
Japonsko, lidským jménem Kiku Honda, se obvykle chová jako tichý a zdvořilý introvert, to však nezabránilo jeho přátelství s Amerikou. Vypadá jako průměrný japonský stereotyp: nižší postava, krátké černé vlasy ostříhané „podle hrnce“ a obvykle nosí kimono. Momentálně nemá žádné nepřátele, drží si však chladný odstup od Ruska a svého bratra Koreje. Jeho činy v druhé světové válce jsou jeho bolavé místo. Velmi si zakládá na svých starých zvycích.

### Spojenci
Amerika, lidským jménem Alfred F. Jones, je průbojným mladíkem. Má světlé vlasy, modré oči a nosí hranaté brýle, které mají reprezentovat Texas. Obléká se do letecké bundy. Je samozvaným vůdcem Spojenců. Jeho permanentně veselá, hlučná a mírně panovačná povaha je některým státům proti srsti. Má všestranné koníčky, od sledování hororových filmů a jezení fastfoodu, přes zúčastňovaní se protestů proti komunismu na nádraží až po vykopávání fosilií.
Anglie, lidským jménem Arthur Kirkland, je v komiksu popsán jako „bývalý pirát, dnes už jen gentleman s nabroušeným jazykem“. Díky jeho nevraživosti moc přátel nemá, ale o žádné nestojí. Za svůj dlouhý život zažil již mnoho nenaplněných očekávání, prvním místem na stupínku zklamání se u něj však může chlubit Amerika. Má blonďaté vlasy, zelené oči a vyniká svým hustým obočím. Je dobrý válečník a stratég, ale také je vyobrazen jako špatný kuchař. Příliš si nerozumí se Španělskem, oba ještě pamatují Armadu. Jako každý Angličan miluje čaj.
Francie, lidským jménem Francis Bonnefoy, je romantický a bezstarostný muž. Vyhýbá se smrtelníkům, protože jediná smrtelnice, kterou kdy miloval, zemřela v plamenech. Vzhledově je jistě jeden z nejelegantnějších charakterů v komiksu. Světlé, dlouhé vlnité vlasy si obvykle spíná do ohonu mašlí a jeho levandulově modré oči vyzařují jakýsi smutek. Nosí hezké módní oblečení nebo pobíhá po okolí nahý. Svým veselým, bezstarostným chováním zakrývá svůj žal. Za nejlepšího přítele i nejhoršího nepřítele pokládá Anglii a jako jeden z mála se nebojí Ruska.
Rusko, lidským jménem Ivan Braginsky, je nejvyšším z národů. Jeho děsivá aura, úsměv, minulost a fakt, že s sebou v kabátě nosí zbraně, od něj ostatní státy odstrašuje. Všechny z nich (kromě Ameriky) však pokládá za své přátele. Je velmi vysoký, má veliký nos, fialové oči, krátké vlnité vlasy šedé barvy a vždy nosí dlouhou šálu. Jeho obvyklý úbor se skládá z kabátu dlouhéhoaž po lýtka a těžkých bot do sněhu. Občasně pronásleduje Čínu zahalen v kostýmu pandy. Často je viděn s kovovou vodovodní trubkou, kterou zastrašuje ostatní národy. Miluje vodku a slunečnice a má strach ze své mladší sestry Běloruska.
Čína, lidským jménem Yao Wang, je nejstarší Spojeneckou zemí a žije již přes 4000 let. Za tu dobu viděl již mnoho hrozných věcí, které zapříčinily jeho pesimistickou, frustrovanou a sarkastickou povahu. Radost nachází v jídle a roztomilých věcech. Jako průměrný Asiat má tmavé, šikmé oči a delší černé vlasy, vždy stažené do ohonu. Výjimečným ho dělá fakt, že na zádech s sebou vždy táhne koš s živou pandou a kamarádí se s drakem. Je velkým fanouškem Hello Kitty. Své věty zakončuje příponou „-aru".